# Effetto Werther

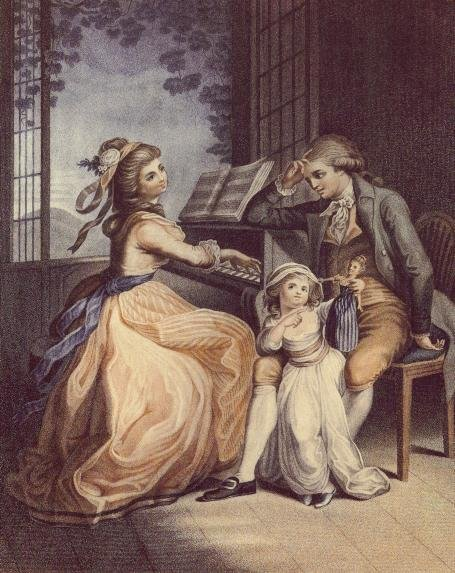
Lotte e Werther in un quadro ispirato a I dolori del giovane Werther

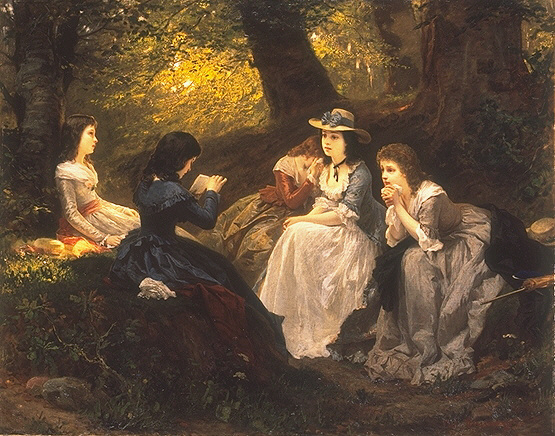
Leggendo il Werther di Goethe, dipinto di Wilhelm Amberg, 1870

L'espressione effetto Werther si riferisce al fenomeno per cui la notizia di un suicidio pubblicata dai mezzi di comunicazione di massa provoca nella società una catena di altri suicidi. Il suicidio pubblicizzato, in assenza di fattori protettivi, funge da innesco per altri suicidi da parte di persone suscettibili o suggestionabili. Questo fenomeno viene anche comunemente chiamato contagio suicida, oppure suicidio imitativo.
Queste azioni tendono a verificarsi nei giorni o nelle settimane successive al suicidio. In casi eccezionali, come nel caso di un suicidio ampiamente discusso da parte di una celebrità, l'aumento del livello di pensiero al suicidio può persistere fino a un anno.
Si contrappone all'effetto Papageno in cui la notizia di una persona che rinuncia agli istinti suicidari provoca una emulazione positiva della notizia portando le altre persone con detti istinti a scegliere la vita invece che il suicidio.

## Storia
Il sociologo David Phillips enunciò nel 1974 l'effetto Werther con riferimento al romanzo I dolori del giovane Werther di Johann Wolfgang von Goethe (1774): nella trama, il protagonista si suicida perché innamorato di una ragazza che sposerà un altro uomo. Negli anni seguenti alla pubblicazione del romanzo furono registrati molti casi di suicidio fra giovani, che le autorità rivelarono essere accomunati dalla lettura del romanzo, poiché parte di questi utilizzavano una pistola, proprio come il protagonista del romanzo, dopo essere stato respinto dalla donna amata. L'effetto si ripropose anche nei paesi nei quali vennero pubblicate traduzioni del libro. Ciò portò alla messa al bando del libro in diversi luoghi e da qui l'uso del termine "effetto Werther" nella letteratura tecnica per designare i suicidi imitativi.

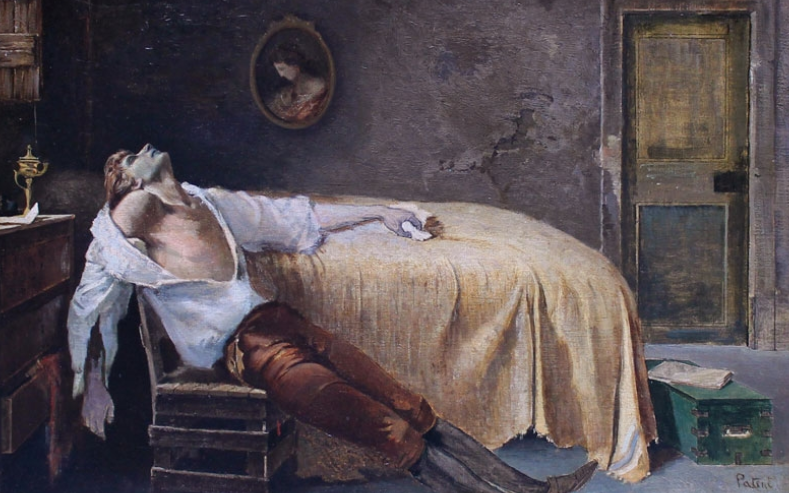
Teofilo Patini, La morte di Jacopo Ortis

Si poté assistere a un fenomeno analogo in Italia dopo la pubblicazione nel 1802 del romanzo di Ugo Foscolo Ultime lettere di Jacopo Ortis. Un altro caso di suicidi legati alla pubblicazione di un libro riguarda il saggio Sesso e carattere (Geschlecht und Charakter) di Otto Weininger, del 1903.
In epoca contemporanea il problema riemerse e fu portato all'attenzione dei mass media negli anni sessanta:
(Guido Gili, La violenza televisiva)
Nella città di Los Angeles fu infatti registrato un incremento del 40% dei suicidi nel mese successivo al suicidio dell'attrice Marilyn Monroe.
Dopo il suicidio dello scrittore Hemingway, avvenuto nel 1961, lo psichiatra americano Jerome A. Motto sottolineò l'importanza, nel verificarsi dell'effetto Werther, non solo del modo in cui la notizia è presentata al pubblico dai mezzi di informazione, ma anche dell'identificazione con il suicida.

## Prevenzione
La prevenzione del suicidio imitativo richiede un approccio multidisciplinare che coinvolga il sistema sanitario, le istituzioni, la società civile e soprattutto i mezzi di comunicazione di massa. Tra le principali strategie vi sono: la formazione specifica per i professionisti dei media, l’attuazione di campagne informative pubbliche, la promozione del supporto psicologico e la limitazione all’accesso di mezzi letali.
Un ruolo centrale è attribuito alla responsabilità mediatica nella trattazione delle notizie relative al suicidio, al fine di evitare fenomeni di emulazione. Per contrastare tale rischio, numerose organizzazioni internazionali, tra cui l'Organizzazione Mondiale della Sanità (OMS), l’American Foundation for Suicide Prevention (AFSP) e altri enti, hanno elaborato linee guida per la corretta comunicazione sul tema. Tali raccomandazioni riguardano l’evitare descrizionei dettagliate dei metodi utilizzati, l’uso di linguaggi sensazionalistici o romanzati, e l’identificazione del suicidio come atto “inevitabile” o “glorificato”. Al contrario vanno promossi l’inserimento di messaggi di speranza, il riferimento a risorse di aiuto e il rispetto per le persone coinvolte.
La formazione dei professionisti dell’informazione rappresenta un ulteriore strumento preventivo. Programmi nazionali come Mindframe in Australia, MediaWise nel Regno Unito e Headline in Irlanda promuovono percorsi educativi per giornalisti, redazioni e studenti di comunicazione, finalizzati a favorire una trattazione responsabile e consapevole del tema del suicidio. In parallelo, alcune iniziative includono il monitoraggio delle pubblicazioni giornalistiche e la collaborazione attiva tra organizzazioni sanitarie e media.
Accanto agli interventi comunicativi, altre misure di prevenzione includono campagne di sensibilizzazione rivolte al grande pubblico, la diffusione di numeri di emergenza e centri di ascolto, il rafforzamento dei servizi di salute mentale e l’adozione di politiche che limitano l’accesso ai mezzi letali (come farmaci, armi o luoghi ad alto rischio). Infine, l’assistenza psicologica mirata, la presa in carico di persone a rischio e l’attenzione alla prevenzione del suicidio tra le fasce più vulnerabili (come adolescenti, persone isolate o con disturbi psichiatrici) rappresentano elementi chiave in una strategia integrata.
Gli studi suggeriscono che il rischio di suicidio è diminuito significativamente da quando i media hanno iniziato a seguire le raccomandazioni per la segnalazione dei casi di suicidio alla fine del XX secolo.